# Kerry Saxby-Junna
Kerry-Anne Saxby-Junna, avstralska atletinja, * 2. junij 1961, Ballina, Novi Južni Wales, Avstralija.
Nastopila je na poletnih olimpijskih igrah v letih 1992, 1996 in 2000, ko je dosegla svojo najboljšo s sedmim mestom v hitri hoji na 20 km. Na svetovnih prvenstvih je osvojila srebrno medaljo leta 1987 v hitri hoji na 20 km in bronasto medaljo leta 1999 v hitri hoji na 20 km, na svetovnih dvoranskih prvenstvih pa zlato in dve srebrni medalji v hitri hoji na 3000 m. Dvakrat zapored je postavila svetovni rekord v hitri hoji na 10 km, ki ga je držala med letoma 1987 in 1995, ter enkrat svetovni rekord v hitri hoji na 20 km, ki ga je držala med letoma 1988 in 1995.